# تیراندازی مسجدهای کرایست‌چرچ
تیراندازی به دو مسجد در نیوزیلند دو حملهٔ متوالی و تیراندازی کور بود که در ۱۵ مارس ۲۰۱۹ (۲۴ اسفند ۱۳۹۷) و در ۱۳:۴۰ به وقت نیوزیلند (۰۰:۴۰ جهانی) در مسجد النور و پس از آن در ۱۳:۵۲ در مرکز اسلامی لینوود واقع در کرایست‌چرچ، نیوزیلند رخ داد. بنا به آمارهای رسمی اولیه در پی تیراندازی به دو مسجد نور و مسجد لینوود در شهر کرایست‌چرچ حداقل ۴۰ نفر جان خود را از دست داده‌اند. تعداد جان‌باختگان در آمار بعدی به ۴۹ نفر افزایش یافت. آمار نهایی قربانیان، ۵۱ کشته و ۴۰ زخمی، اعلام شد. پلیس همچنین پیدا شدن چندین خودرو انفجاری را تأیید کرده‌است که تمام این خودروها با موفقیت خنثی شدند. این حمله از زمان تیراندازی سال ۱۹۹۷، نخستین تیراندازی بزرگ در نیوزیلند است. جاسیندا آردرن، نخست‌وزیر نیوزیلند این رخداد را تروریستی توصیف کرده و آن را از تیره‌ترین روزهای تاریخ نیوزیلند نامیده‌است.
این دو حمله توسط یک مرد استرالیایی ۲۸ ساله و راست‌گرای آلترناتیو به‌نام برنتون هریسون ترنت انجام شد که ساعتی پس از این حادثه دستگیر شد. او علائم نئونازی و نیز چهارده کلمه مرتبط با برترپنداری نژاد سفید بر روی اسلحه‌ها و پست‌های آنلاین خود داشته‌است. او تصاویر حملهٔ نخست خود را در فیس‌بوک، به‌صورت پخش زنده، منتشر کرد. پخش این ویدئو در نیوزیلند و استرالیا ممنوع اعلام شد. در سال ۲۰۲۰، او به جرم ۵۱ مورد قتل و ۴۰ مورد اقدام به قتل و همچنین شرکت در یک عملیات تروریستی، به حبس ابد بدون امکان آزادی مشروط، محکوم شد.